# Thymus mourae
Thymus mourae là một loài thực vật có hoa trong họ Hoa môi. Loài này được Paiva & Salgueiro miêu tả khoa học đầu tiên năm 1994.